# Bernard Goumou
Pour les articles homonymes, voir Goumou.
Bernard Goumou, né le 8 septembre 1980 à Abidjan (Côte d’Ivoire), est un homme d'État guinéen, Premier ministre par intérim depuis le 16 juillet 2022 puis de plein exercice du 20 août 2022 au 19 février 2024.

## Biographie
Bernard Goumou est le fils de Michel Goumou et de Sény Kourouma, troisième d’une famille de sept enfants. Après un début de scolarité en Côte d'Ivoire, il rentre en Guinée et poursuit ses études secondaires au collège de Lola, où il obtient son brevet d’études du premier cycle (BEPC) en 1996, puis au lycée de Lola, où il décroche son baccalauréat option sciences expérimentales en 1999.
Bernard Goumou bénéficie d'une bourse d’études supérieures pour le Maroc. Il est inscrit à l'École nationale de commerce et de gestion de Settat (ENCG Settat), l'une des plus prestigieuses écoles de commerce du pays.

### Parcours professionnel
Bernard Goumou a effectué, au cours de sa formation au Maroc, des stages à l'Office national d’électricité du Maroc de juin à juillet 2001, puis au cabinet d'expertise comptable Ahmed Barradi entre juin et juillet 2002 et au groupe ACECA Assurances du Maroc entre janvier et février 2003.
De retour en Guinée, il commence par travailler dès septembre 2003 au sein du cabinet d’audit, fiduciaire de Guinée, membre de Pricewaterhouse Coopers.
En septembre 2004, Bernard Goumou rejoint la Société minière de Dinguiraye en qualité de chef comptable à la direction financière.
Des décembre 2007, il devient chef comptable jusqu’en septembre 2008 où il présentera sa démission pour rejoindre sa famille à Conakry. Il est sollicité en Décembre 2008 par la société Ciments de Guinée (CDG) pour un nouveau poste qui vient d’être créé, contrôleur de gestion.
Avant d'être ministre, il était le directeur général de Lanala Assurance depuis 2017.

### Parcours politique
Il est nommé par décret le 27 octobre 2021, ministre du Commerce, de l'Industrie et des Petites et Moyennes entreprises dans le gouvernement Mohamed Béavogui.
Le 16 juillet 2022, il est nommé Premier ministre par intérim en remplacement de Mohamed Béavogui, « indisponible pour raison de santé », selon la télévision nationale. Le 20 aout 2022, il est confirmé au poste de Premier ministre.
En mai 2023, il est invité au couronnement du Roi Charles III aux côtés de plusieurs autres dignitaires du monde à Londres.
Le 19 février 2024, son gouvernement est dissout par le Comité national du rassemblement pour le développement (CNRD), et les secrétaires généraux des ministères chargés de l'intérim.

## Ouvrages
- 2025 : Manuel de référence du système de suivi de la performance gouvernementale, publié aux Éditions Management et Société EMS[12];
- 2025 : Réflexions pour une assurance des risques des exploitations familiales en Guinée, publié aux Éditions Management et Société EMS[13].